# Delenn
Dans l'univers de Babylon 5, Delenn est l'ambassadrice de la Fédération minbarie de 2257 à 2262. Le personnage a été incarné par l'actrice d'origine yougoslave Mira Furlan.

## Biographie

### Jeunesse
Delenn est née dans la famille de Mir, de la caste religieuse minbarie. Encore enfant, elle voit sa mère entrer au service du temple de la divinité Valeria. Remarquée par Dukhat, le chef du Conseil gris, elle entre à son service et suit le parcours qui l'amène à devenir peu avant 2248 membre du Conseil. Dukhat l'avait choisie car il avait découvert qu'elle était une des descendantes de Valen.

### Membre du Conseil gris
À peine membre du Conseil gris, elle est confrontée au premier contact de l'escadre du croiseur du Conseil avec une escadre d'exploration de l'Alliance terrienne. Ceux-ci, effrayés, ouvrent le feu sur les Minbaris. Dans cet incident, Dukhat meurt et Delenn soutient de rage le vote d'une guerre sainte contre les Humains.
Au cours de cette guerre, elle découvre que Dukhat était en contact avec des Vorlons qui la soutiennent dans l'idée que les Humains sont les alliés nécessaires à la prochaine guerre contre les Ombres, comme l'affirmait la Grande Prophétie de Valen. Delenn parvient à convaincre le Conseil d'abandonner la guerre pendant la bataille de la Ligne par la capture et l'interrogatoire du pilote de chasse Jeffrey Sinclair dont l'analyse de l'ADN révèle des éléments communs avec les Minbaris.
Pour surveiller l'arrivée de la Grande Prophétie et l'effacement de la mémoire de Sinclair, elle est nommée ambassadrice sur la station diplomatique et commerciale que l'Alliance terrienne décide de financer pour éviter de nouvelles guerres.
Sur Babylon 5, elle laisse l'image d'un personnage énigmatique et souvent en contact avec l'ambassadeur Kosh Naranek. Fin 2258, elle décide de subir une transformation génétique dans une chrysalide pour devenir mi-humaine et mi-minbarie et créer ainsi un lien entre les deux peuples destinés à être unis face aux Ombres.

### La traversée du désert
Cependant, au cours des années 2258 et 2259, Delenn perd le soutien du Conseil gris. D'abord, elle refuse en 2258 la proposition du Conseil de la nommer chef du Conseil, dix ans après la mort de Dukhat. Sa préférence pour le suivi de l'évolution des Humains et de la Prophétie la fait passer pour une intégriste religieuse. Mais, c'est sa transformation génétique en janvier 2259 qui conduit à son éviction du Conseil gris et son remplacement par le guerrier Neroon, donnant ainsi quatre voix à la caste guerrière sur les neuf du Conseil.
Elle se concentre alors sur la préparation clandestine d'une Armée de lumière pour la Guerre des Ombres :
- sur Minbar, avec le soutien apporté à Jeffrey Sinclair devenu chef de l'Anla'shok,
- sur Babylon 5, en faisant du capitaine John Sheridan le chef de cette armée.

En 2260-2261, elle seconde Sheridan dans la guerre, assurant le travail diplomatique pour convaincre les ambassadeurs de la Ligue des mondes non alignés et secondant le capitaine terrien dans les combats contre les Ombres et contre la dictature de Clark sur Terre.

### Le troisième âge
La victoire contre les Ombres conduisent Delenn à agir sur de nombreux fronts pour rétablir véritablement la paix dans cette partie de la galaxie. Elle découvre ainsi dès 2261 que les Drakhs, anciens serviteurs des Ombres, continuent à semer la panique et la confusion parmi les peuples de la Ligue, mais ne peut éviter par la suite la guerre contre les Centauris de 2262.
Surtout, en 2261, elle parvient à mettre fin à la guerre civile minbarie causée par la dissolution du Conseil gris de ses mains. À l'imitation de Valen, elle recrée un nouveau Conseil où les castes religieuse et guerrière sont en minorité face à la caste ouvrière qui est majoritaire dans la population minbarie.
Enfin, elle aide Sheridan à pacifier l'Alliance terrienne en proposant à celle-ci fin 2261 d'adhérer à la nouvelle Alliance interstellaire (AIS). 
Delenn épouse John Sheridan, devenu président de l'AIS, fin décembre 2261. Ils ont un fils, David, né en 2263 à Tuzanor, sur Minbar, où l'AIS prit ses quartiers fin 2262.

### Après Babylon 5
A Tuzanor, Delenn seconde son mari à la tête de l'AIS et commande les Rangers de l'Anla'shok. Elle est libérée sans dommage, avec son mari et son fils, après un enlèvement par la République centaurie alors dirigée en secret par les Drakhs.
Dans les années 2270, elle est élue à la présidence de l'AIS en remplacement de Sheridan qui prend la tête des Rangers.
Après la disparition de son mari dans le secteur de la planète Coriana VI en 2281, elle délaisse progressivement les affaires politiques, et disparaît finalement de la vie publique. Sa dernière apparition connue a lieu en 2361 sur Terre lors d'un débat télévisé : âgée, elle parvient à imposer le silence à des historiens terriens qui dressaient un bilan négatif de l'AIS centenaire.

## Le personnage dans la série

### Un personnage complexe
Delenn est un personnage à deux facettes :
- un côté dur et affirmé qui en fait une chef de guerre, montré dès le téléfilm pilote,
- et un côté sensible dès qu'elle est amenée à douter de ses convictions ou à s'inquiéter de ses plus proches (Lennier et Sheridan en particulier).

Ses actions sont souvent entourés de mystères et de secrets, comme celles du Vorlon Kosh. C'est ainsi elle qui anime la curiosité du téléspectateur au cours de la première saison pour l'amener vers les révélations du dernier épisode « Chrysalide ». Elle prévoit suffisamment ses actions pour servir également de solution aux moments les plus critiques (guerre contre les Ombres, dénouement de la guerre civile minbarie, emprisonnement de Sheridan par l'Alliance terrienne, etc.).
Plusieurs traits physiques (grâce aux prothèses et aux maquillages) et de caractères semblent montrer que Straczynski le créateur de la série s'est inspiré d'Arwen de l'univers du Seigneur des anneaux. Après sa transformation en hybride, Delenn devient un être à la fois humain, mais qui ne l'est pas dans son âme. Elle aime un Humain, Sheridan (Aragorn pour Arwen). 
Le personnage de Marcus Cole la compara à Morgane la Fée du cycle arthurien.

### L'actrice et son personnage
L'actrice Mira Furlan accepta le rôle malgré les difficultés que posaient les prothèses pour lui donner le physique d'une Minbarie (crâne chauve, os en faisant le tour). Ces difficultés ont été réduites avec le maquillage plus léger de la deuxième saison.
Croate, elle a fui l'ancienne Yougoslavie avec son mari serbe. Ce vécu correspond à celui que son personnage connaît pendant la quatrième saison.

## Résumé
- Années 2230-2259 : Satai, membre du Conseil gris
- 2257-2262 : ambassadrice sur Babylon 5
- 2260-années 2270 : Entil'zha, chef de l'Anla'shok
- 2262-années 2270 : membre du conseil exécutif (advisory council) de l'Alliance interstellaire
- années 2270-2280 : présidente de l'Alliance interstellaire
- Encore en vie en 2361.